# Денисовы сады
Денисовы сады (чеш. Denisovy sady), также Парк Франтишков — городской парк в Брно. Расположен в историческом центре города, на склоне холма Петров между сохранившимся участком городских стен и улицей Гусова. К парку можно добраться пешком с улиц Надражни и Башты по нескольким серпантинным пешим дорожкам. В состав парка входит Губернаторский сад. К парку примыкают Капуцинские сады и улочка Вацлава Гавела.
С 1958 года парк является памятником культуры.

## История

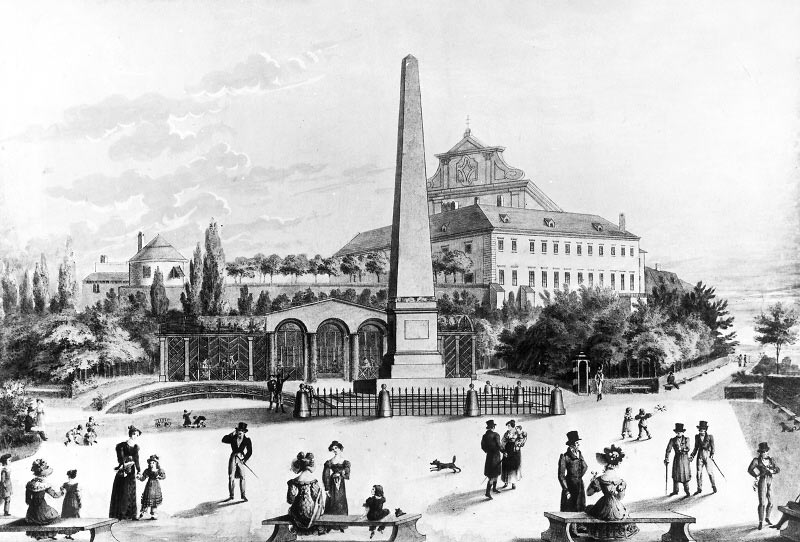
Денисовы сады 1820 год

В 1805 году по иннициативе тогдашнего моравского наместника графа Прокопа Лажанского (чеш. Prokop Lažanský (1771–1823)) начались первые работы по созданию парка, который стал первым публичным парком в Моравии и в Чехии. Работы начались на юго-западной части горы Петров, называемой Пухлик (чеш. Puhlík). Считается, что шотландский дворянин и ландшафтный архитектор Джеймс Огилви лорд Финдлейтер также участвовал в проектировании парка. Существенные изменения произошли уже при другом наместнике — Антонине Бедржихе, графе Митровском (чеш. Antonín Bedřich I. Mitrovský) в 1814—1818 годах.
В 1818 году на месте бастиона был торжественно открыт обелиск в честь победы над Наполеоном, «Памятник Миру». Рядом расположилась колоннада с фонтаном. Тогда же парк также был официально назван в честь императора Австрии, короля Богемии и Венгрии, маркграфа Моравии Франца II (чеш. František I. Rakouský). Архитектура парка в стиле классицизма подвергалась дальнейшим изменениям в течение XIX века.
В 1919 году парк был переименован в Денисовые сады в честь французского историка Эрнеста Дени, внесшего вклад в основание Чехословакии. Также широко используется предыдущее название Парк Франтишков (или Франсисбергов парк).
В период с 1939 по 1941 год недавно построенной дорогой, соединяющей первоначальный южный конец улицы Гусова с улицей Надражни, от садов был отделён входивший в их состав парк Студянка.
В 1961 году в парке была проведена капитальная реконструкция, в ходе которой, среди прочего, было построено кафе с летней танцевальной площадкой, известное как «Террасы под Петровем», и верхняя смотровая площадка, открывающая панорамный вид на южную часть города. Кафе располагалось на месте нынешнего Губернаторского сада и прекратило существование в 1990-е годы.
С 2000 года сады были ещё раз реконструированы.
По традиции, первый фейерверк фестиваля Игнис Бруненсис запускают из парка.

## Достопримечательности парка
- Памятник Миру. Обелиск в стиле классицизма, воздвигнутый с 1816 по 1819 год в память о победоносном окончании наполеоновских войн[4].
- Павильон-колоннада в стиле классицизма середины XIX века, построенный на месте ампирной оранжереи[5].
- Музыкальный павильон (небольшое здание в стиле классицизма, 1818 г.) в Губернаторском саду[6].
- Святые Страсти (каменная кладка XVI века, перенесенная в парк в 1952 году после обнаружения во время сноса на улице Нове сады)[7].
- Бронзовый крест (над крепостной стеной, в память о визите Папы Бенедикта XVI в Брно в 2009 г., в 2011 г. перенесен из аэропорта Туржаны)[8].
- Памятник Мораве работы Милослава Хлупача.
- Капелла епископской резиденции работы Августа Прокопа.
- Памятник Яну Заградничеку работы Яна Шимека.
- Скамья Вацлава Гавела на одноимённой улице.
- Часть городских стен Брно и крепостная башня[9].

## Галерея

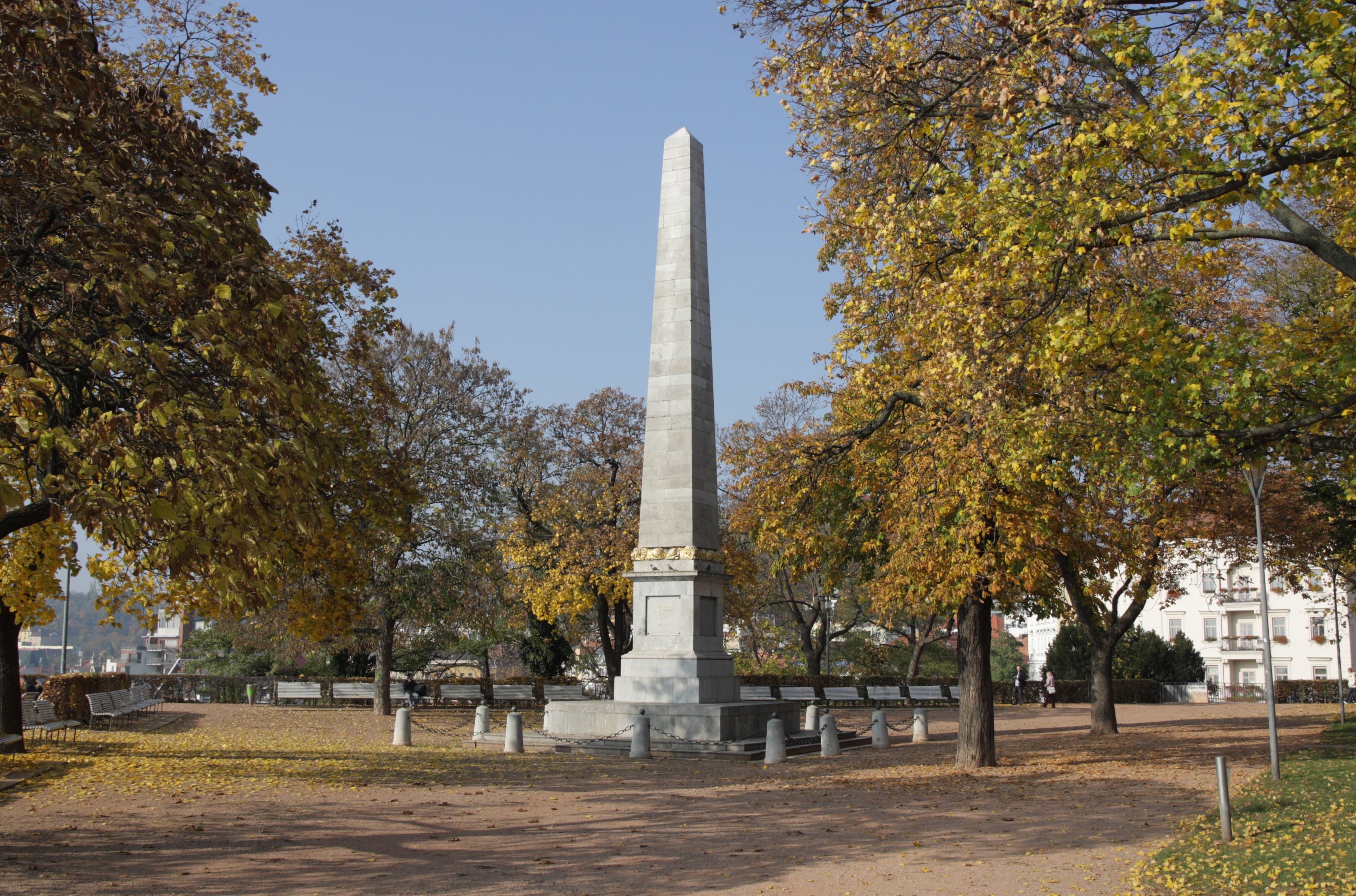
Памятник Миру
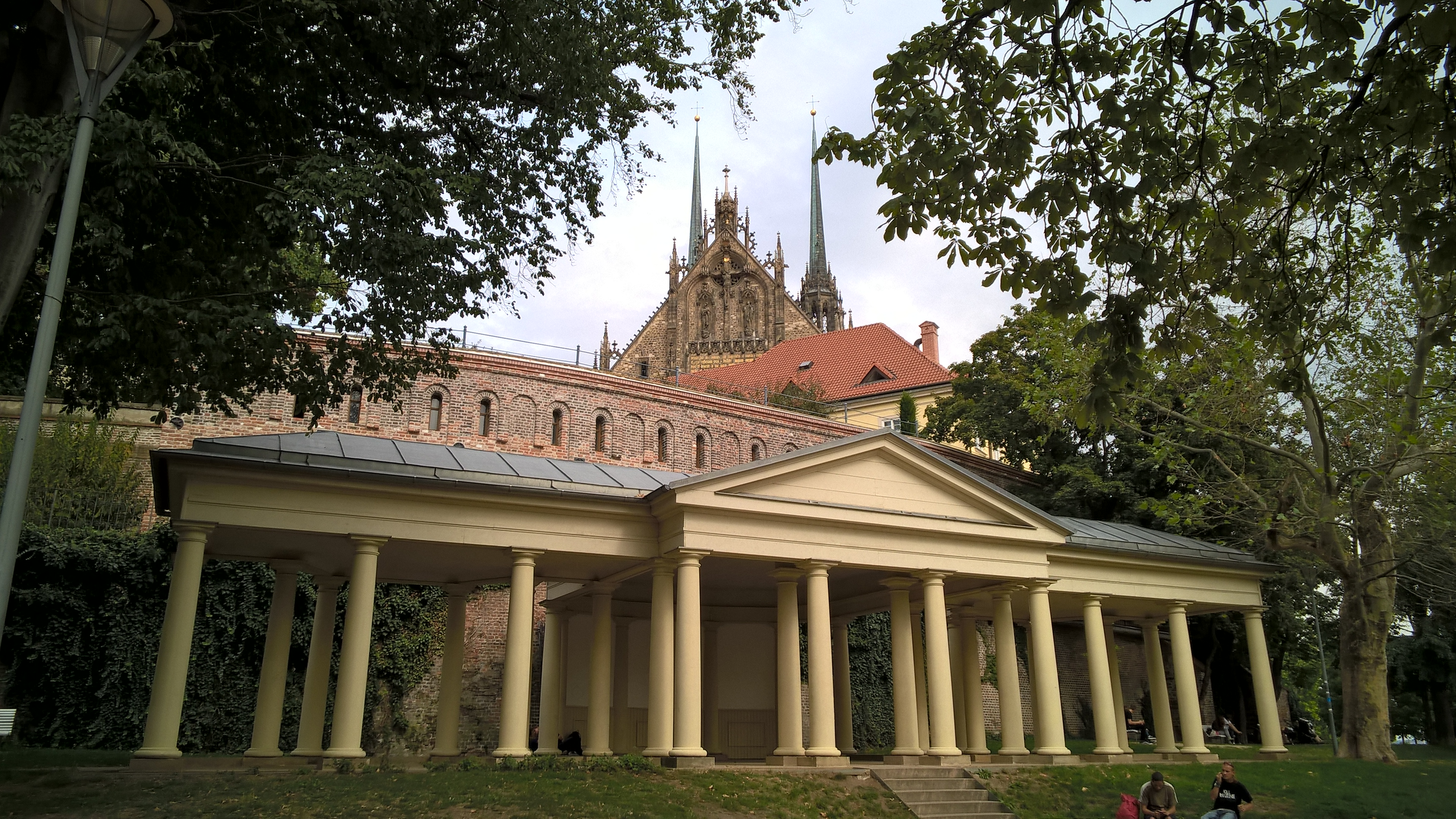
Павильон-колоннада
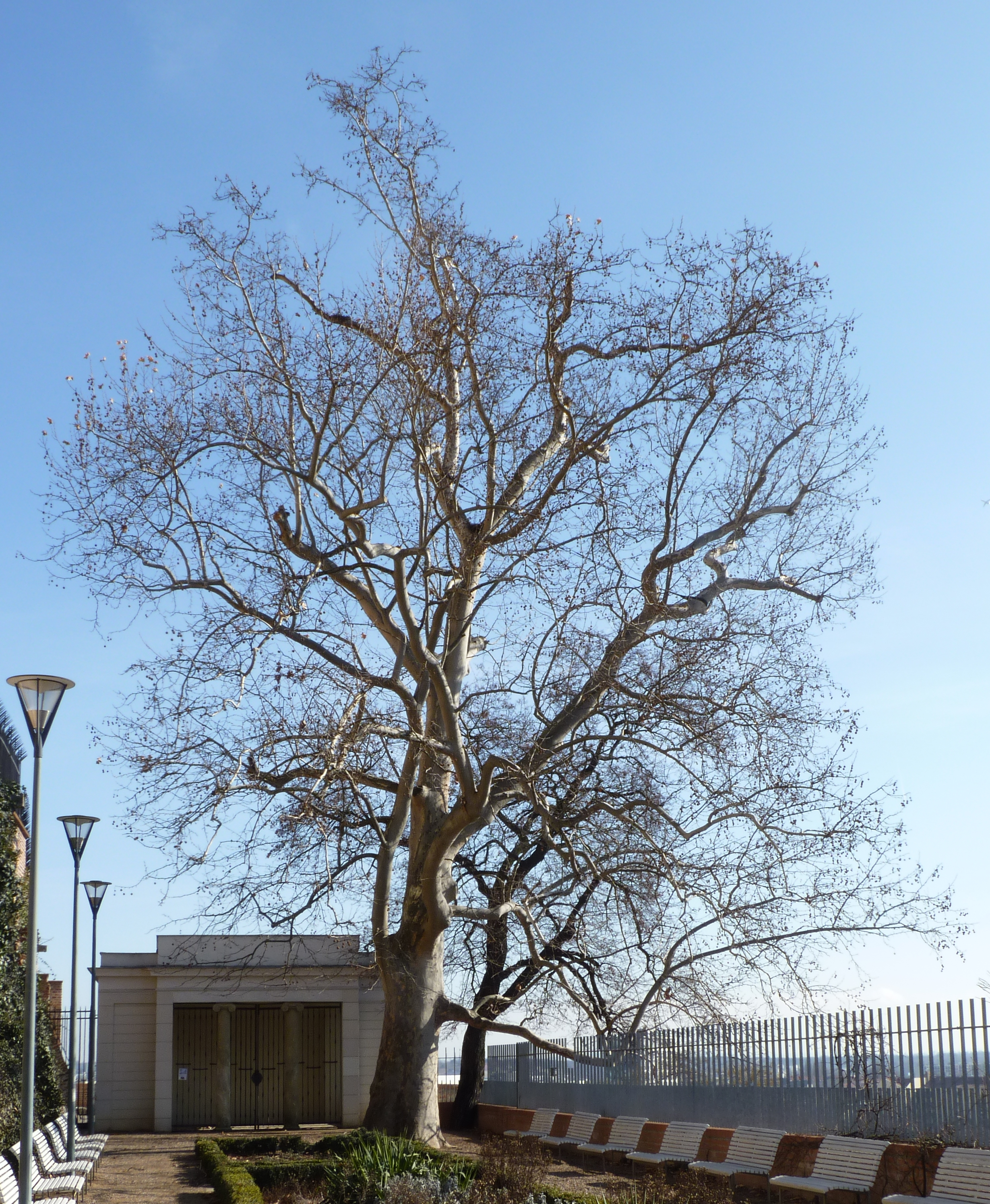
Вид на музыкальный павильон и памятный платан
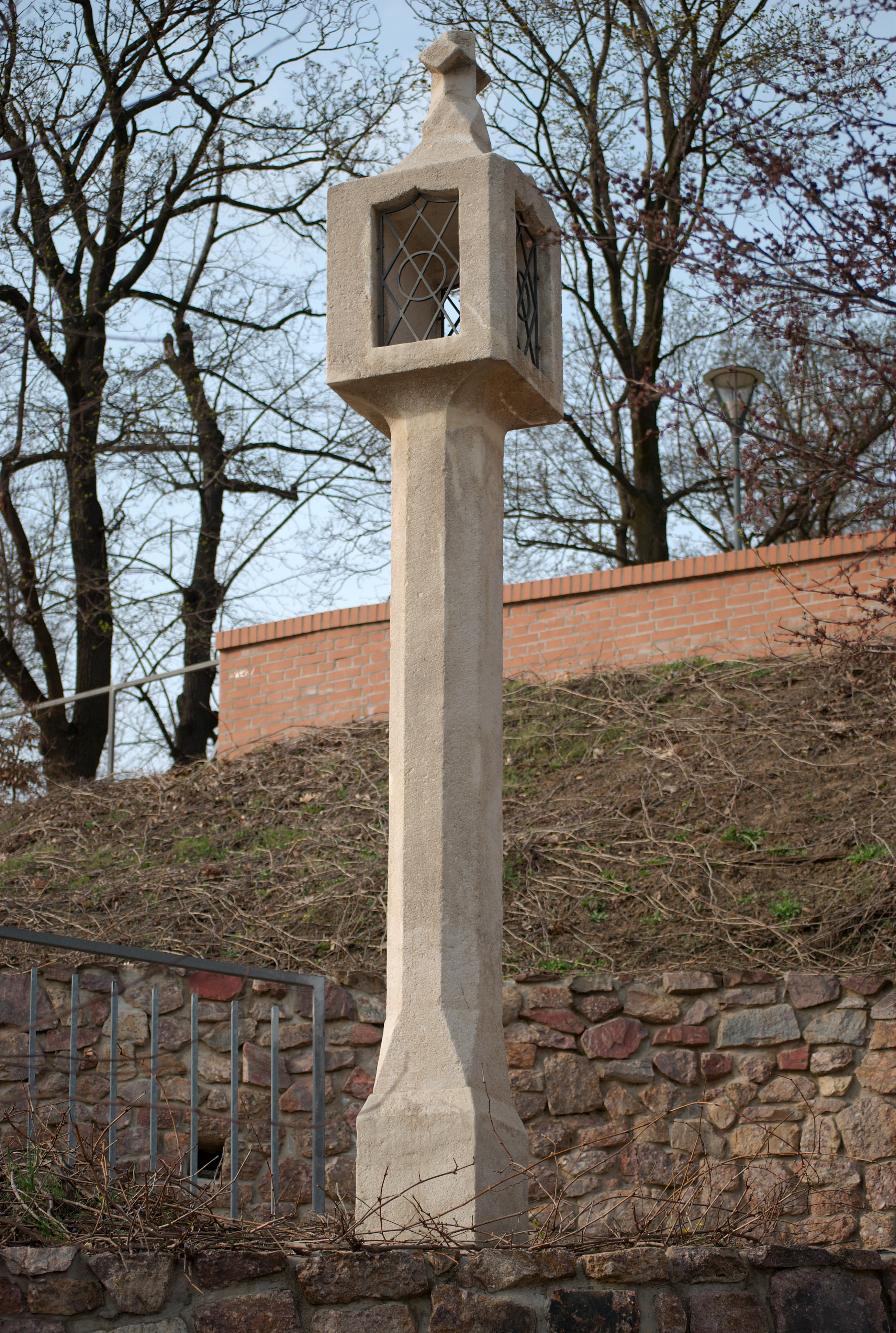
Святые Страсти
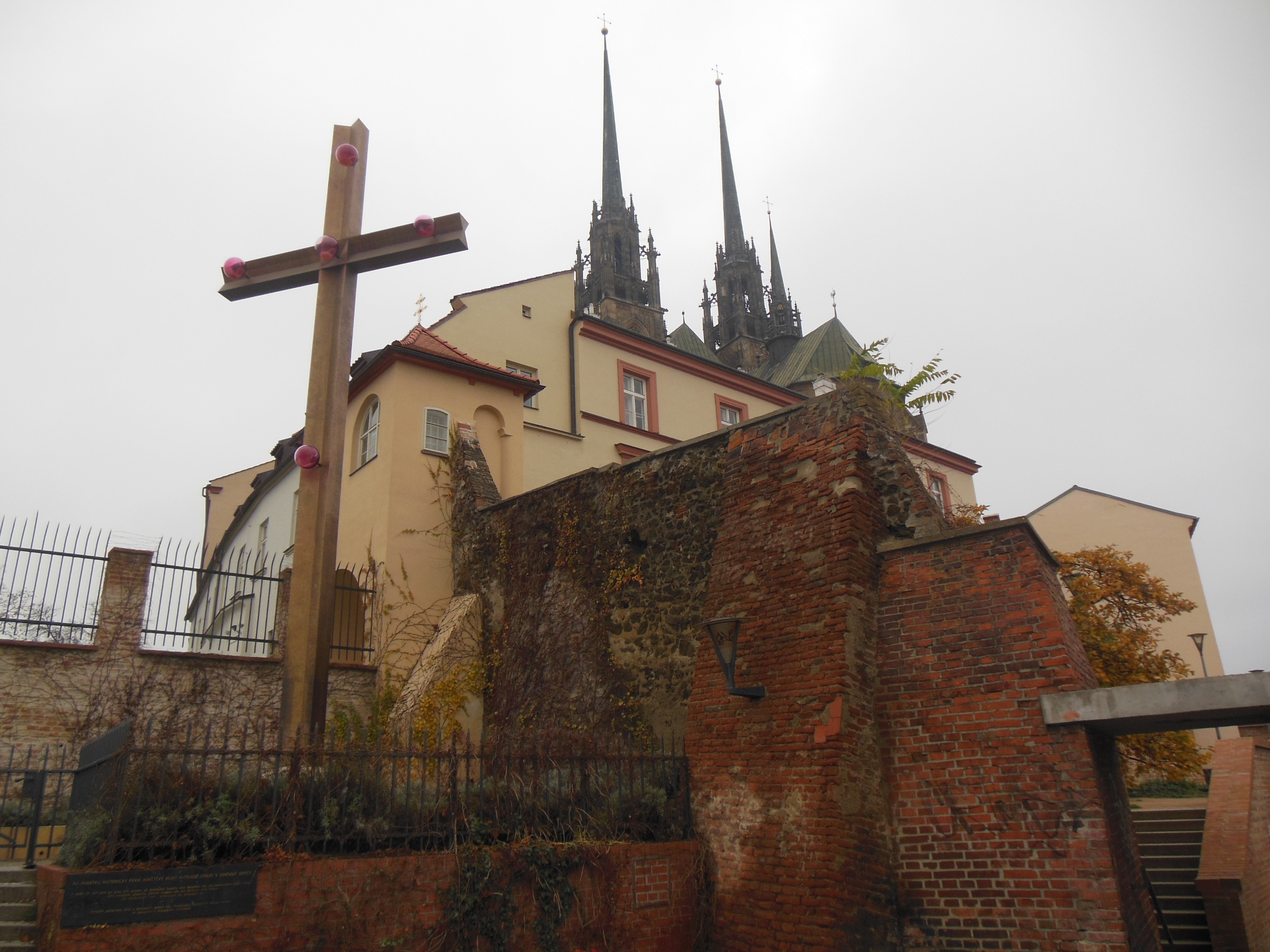
Папский бронзовый крест
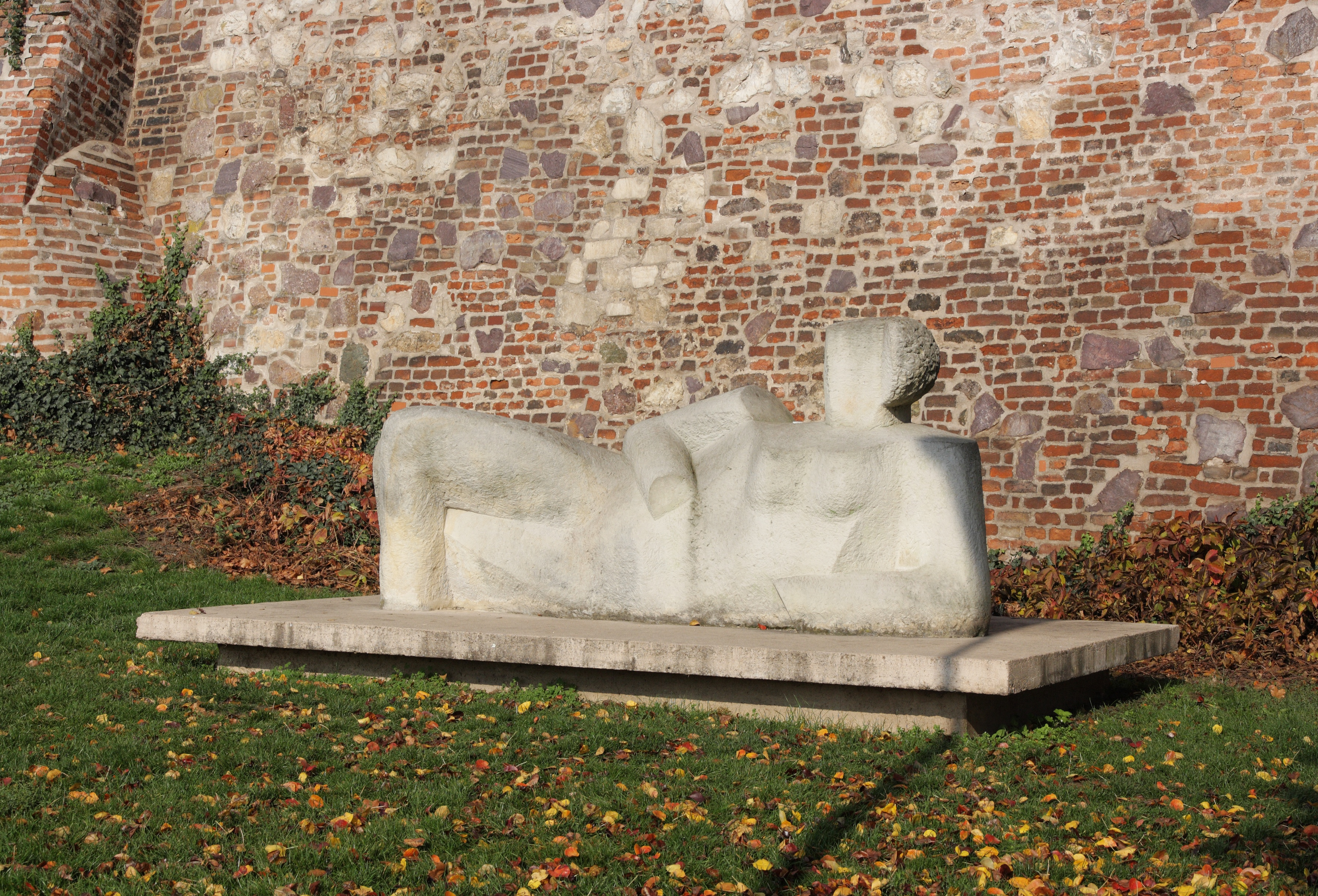
Памятник Мораве
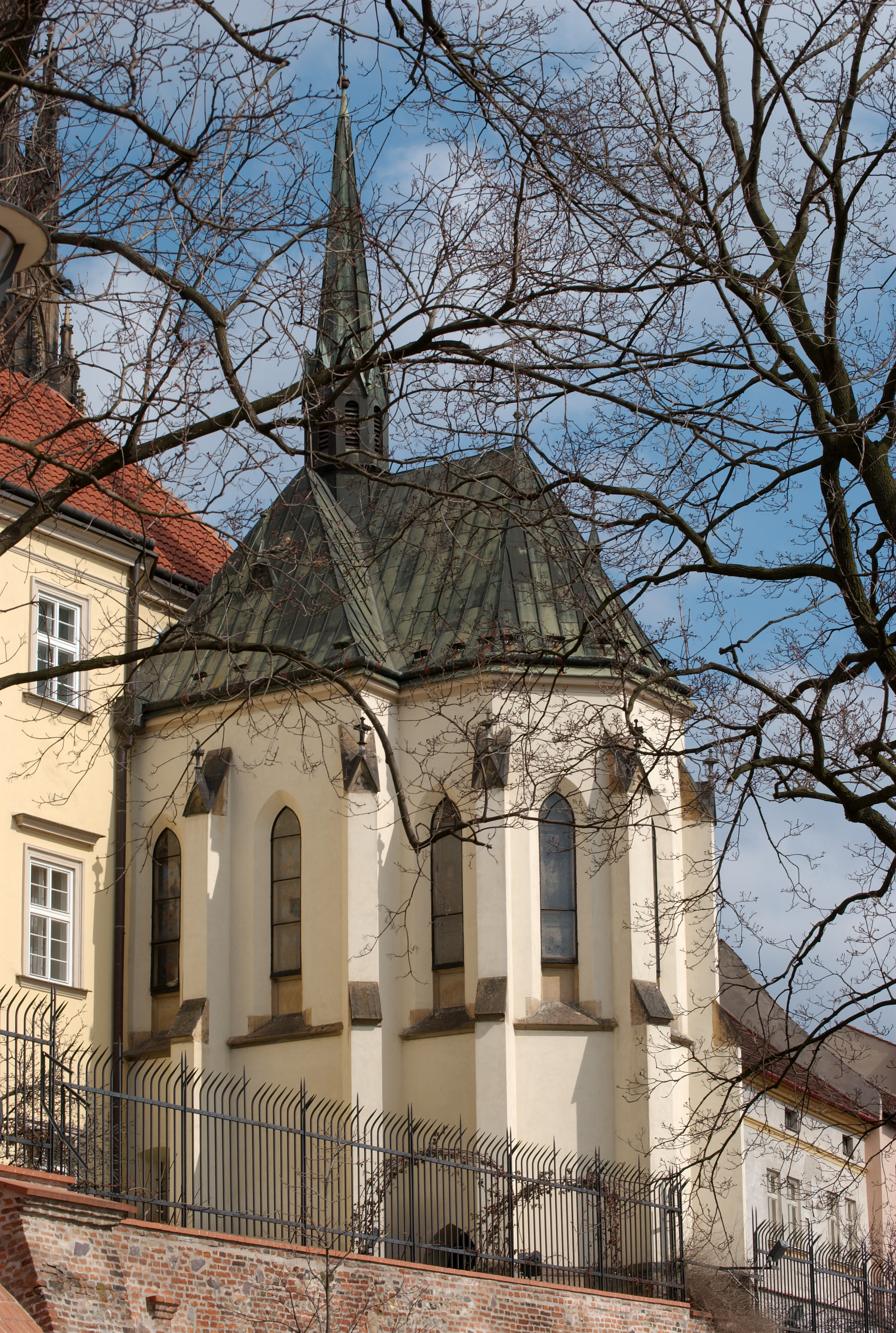
Вид на капеллу епископской резиденции из Денисовых садов
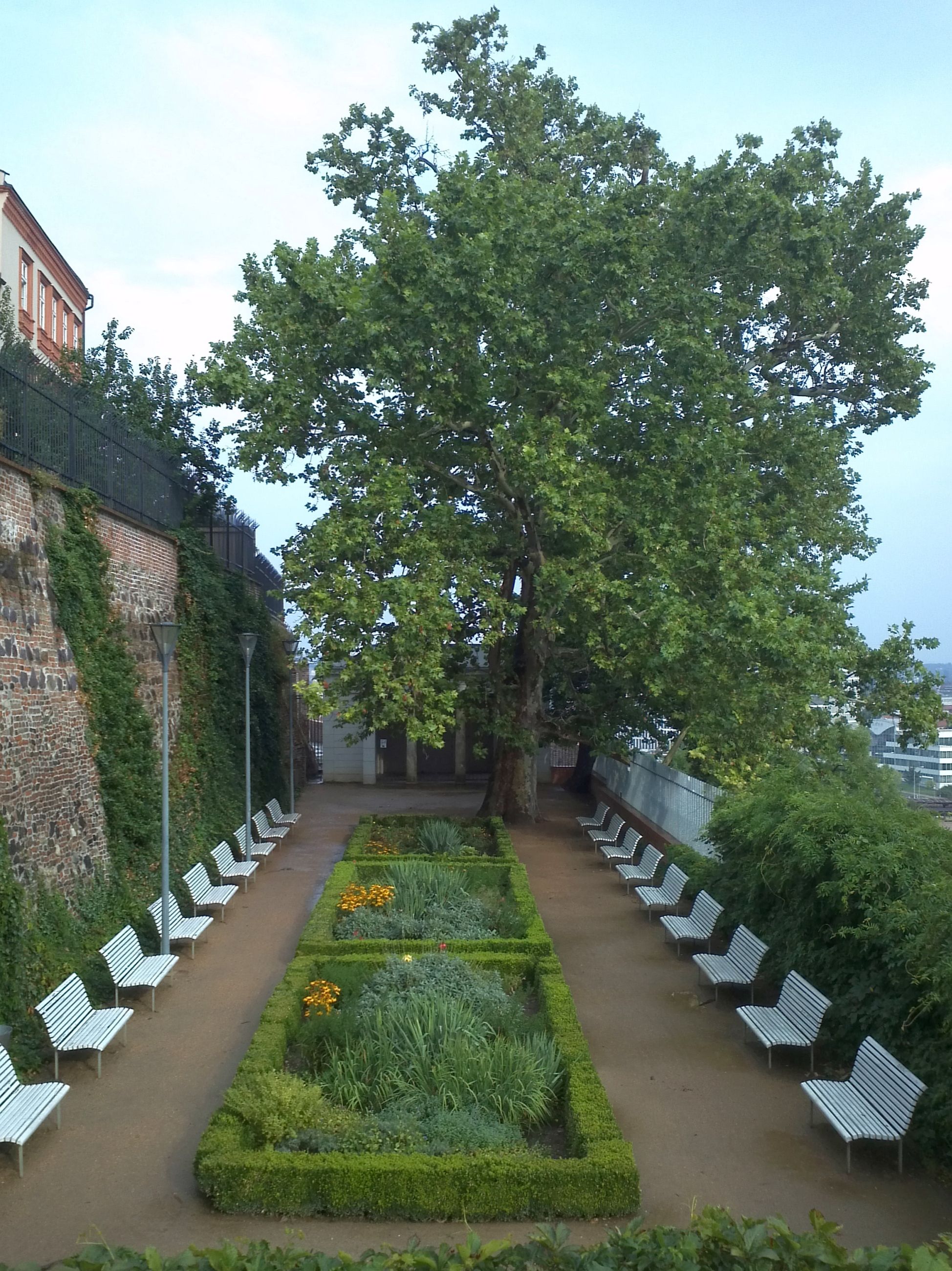
Губернаторский сад летом
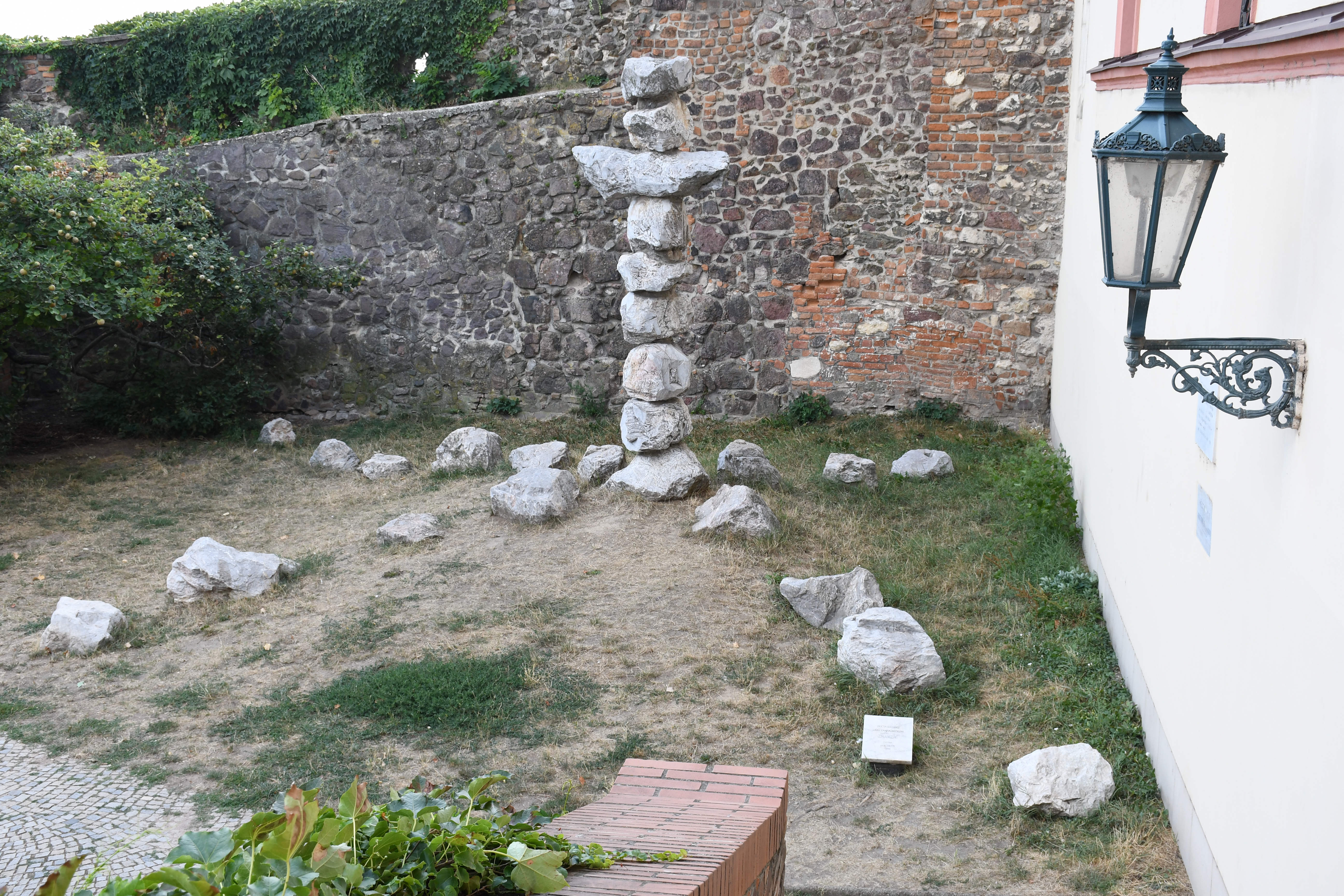
Памятник Яну Заградничеку
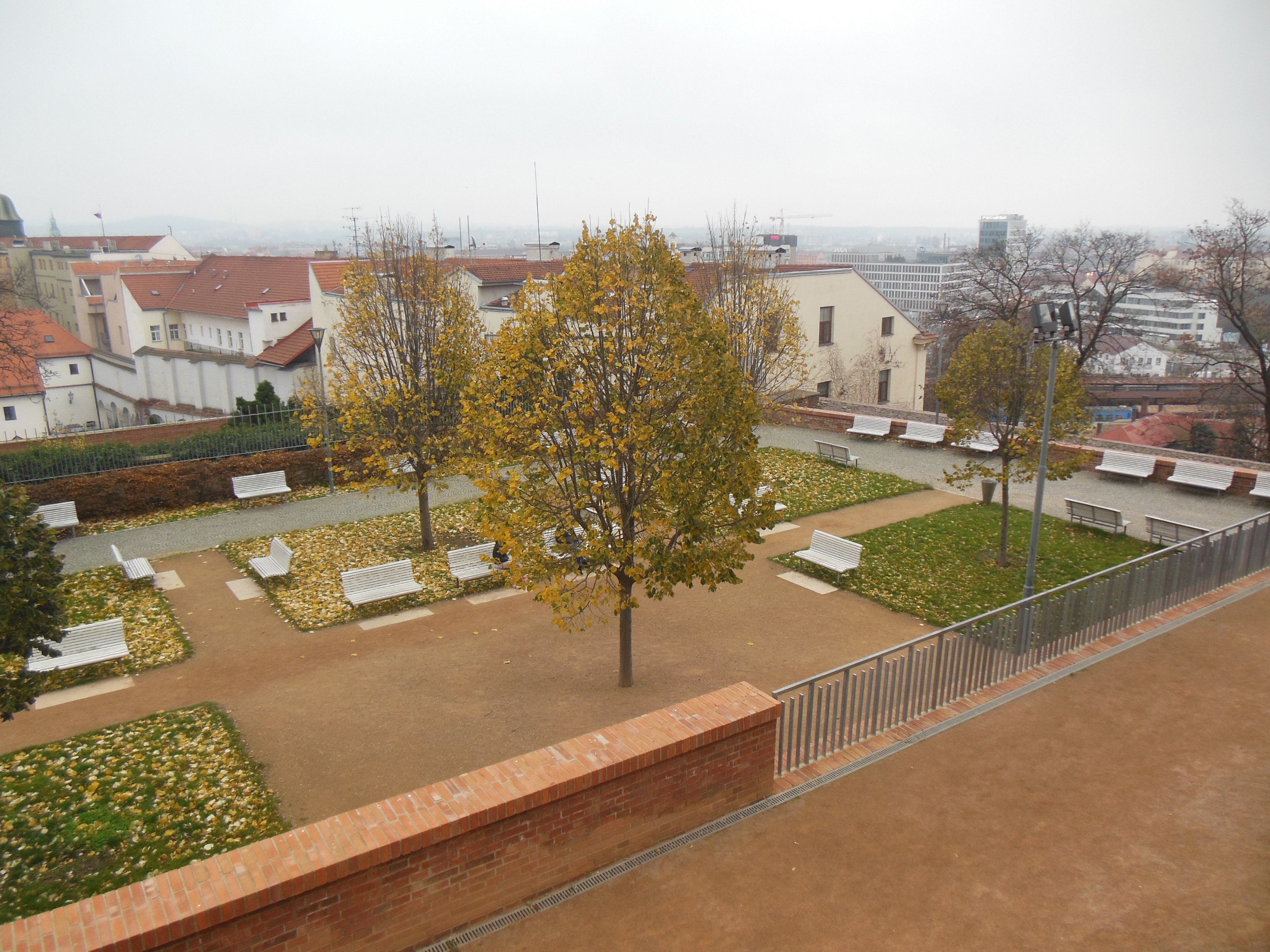
Вид на улочку Вацлава Гавела и Капуцинские сады
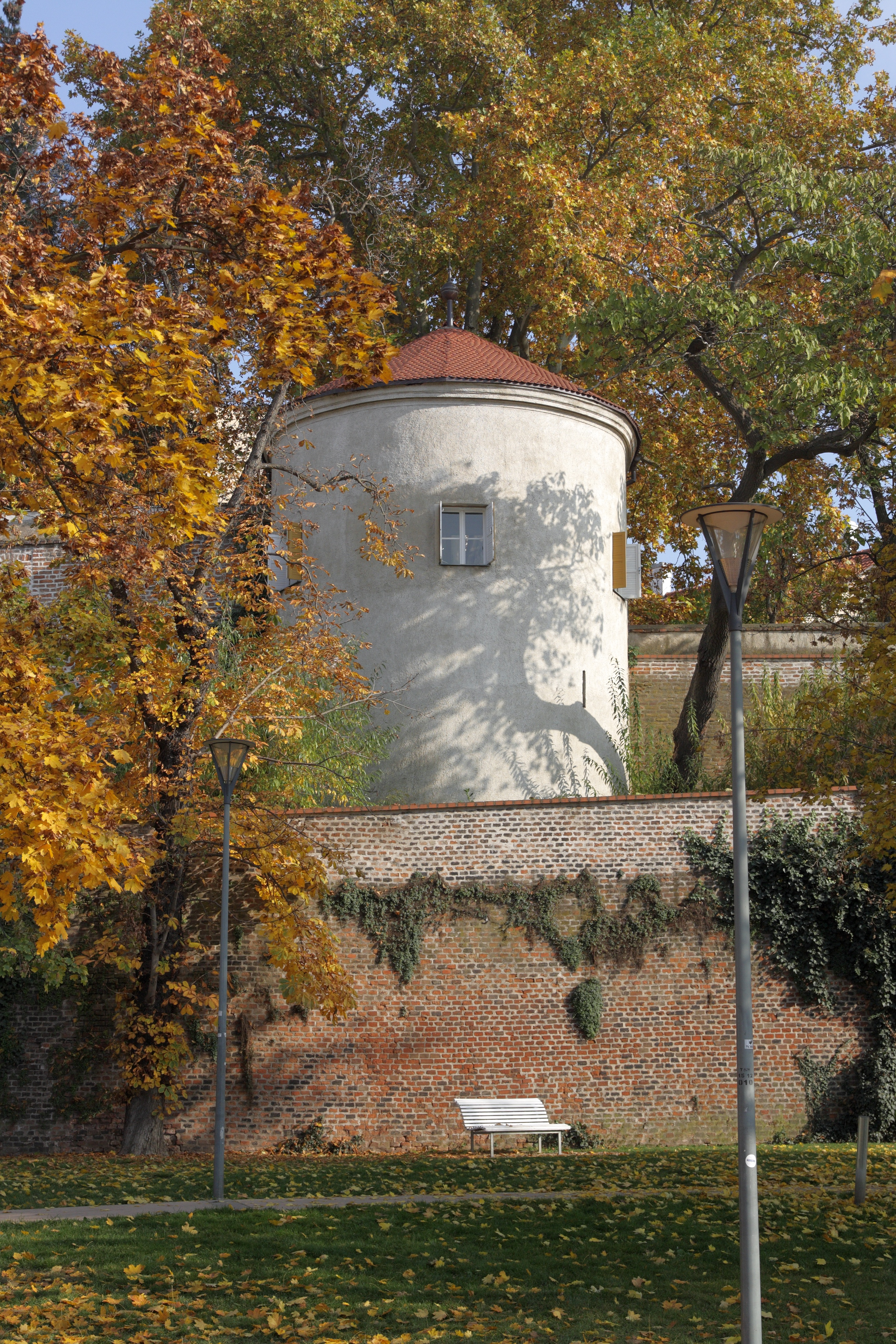
Вид из Денисовых садов на старые городские стены Брно и крепостную башню
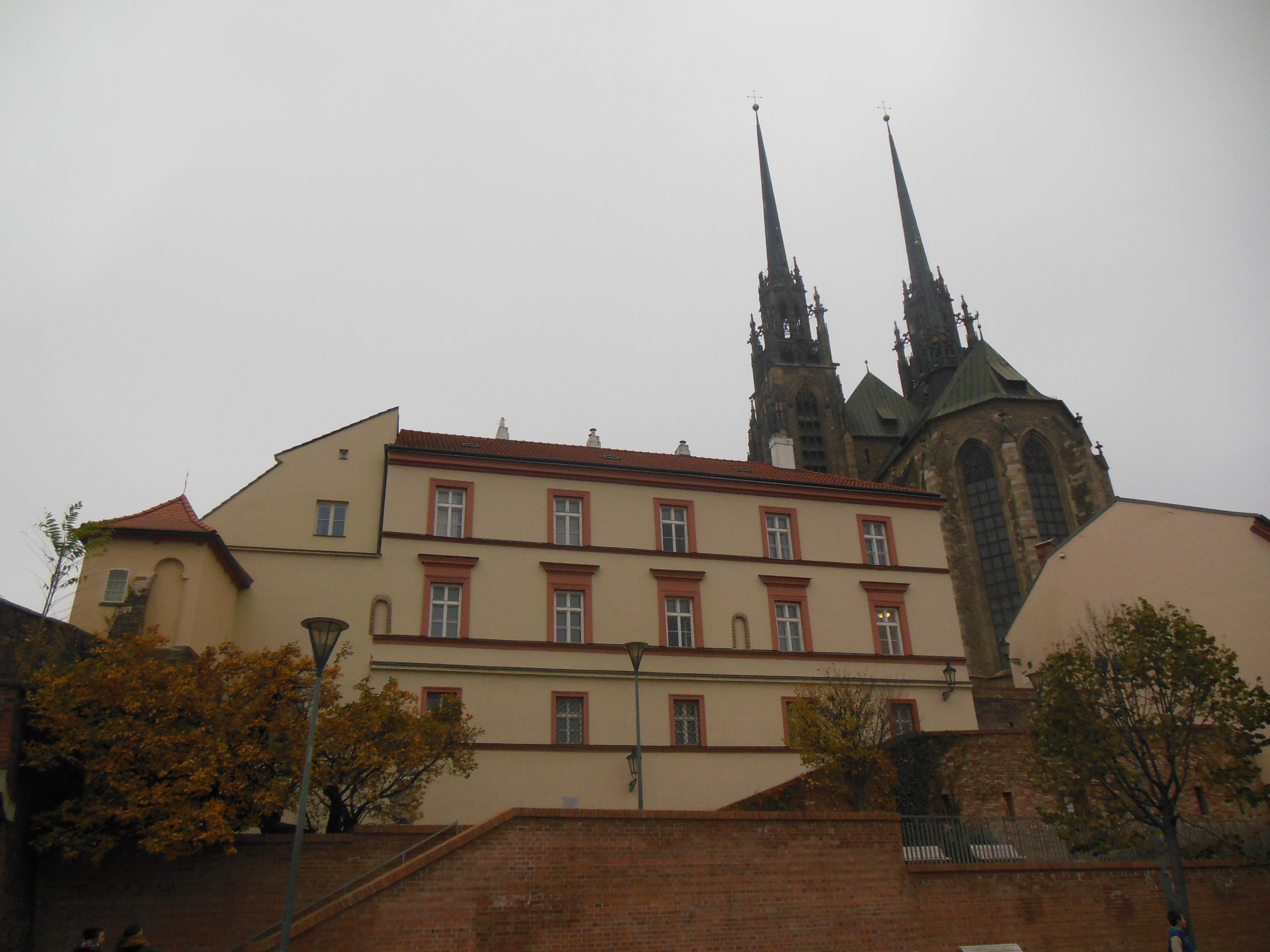
Вид на епископскую резиденцию и Собор Святых Петра и Павла
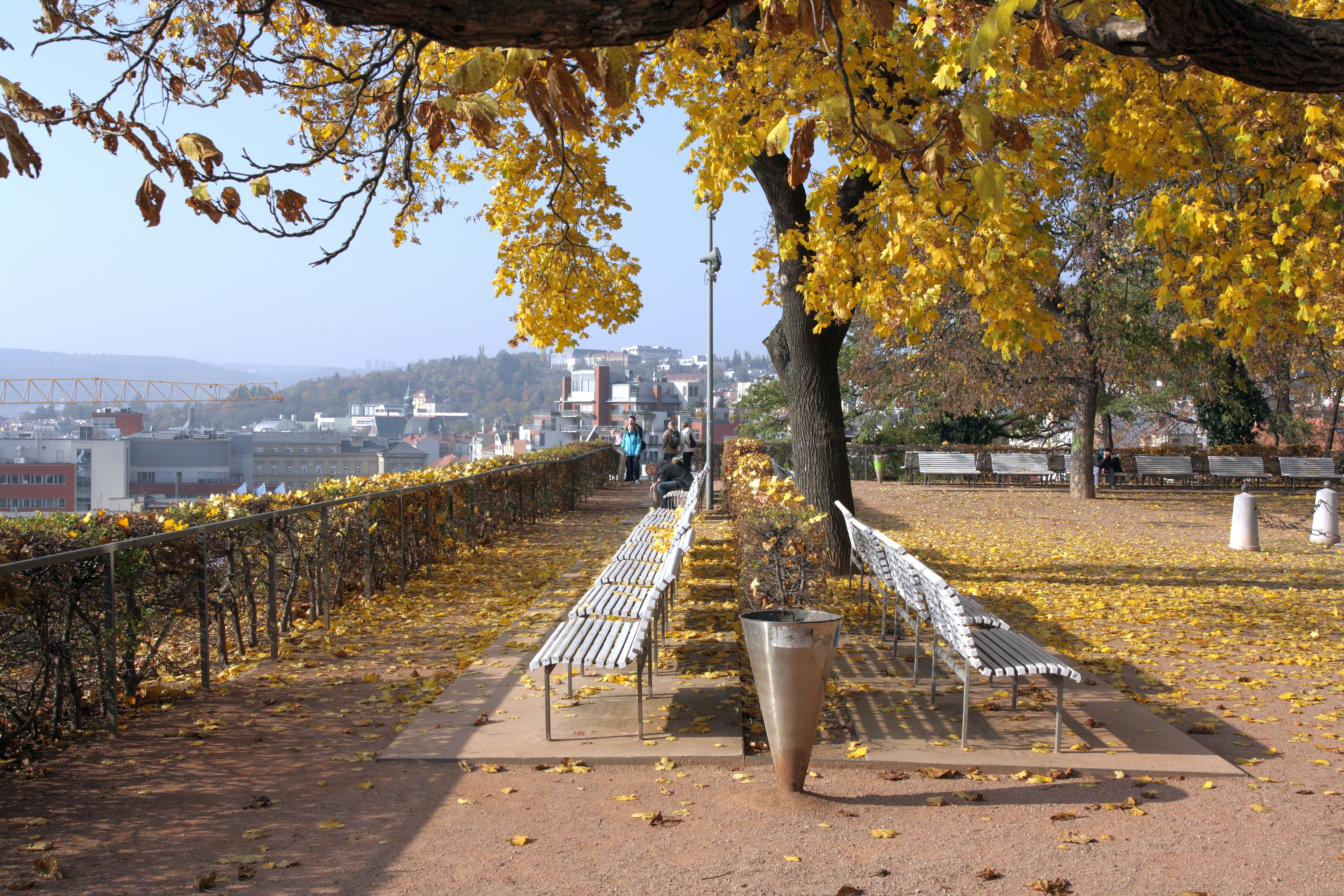
Смотровая площадка в Денисовых садах
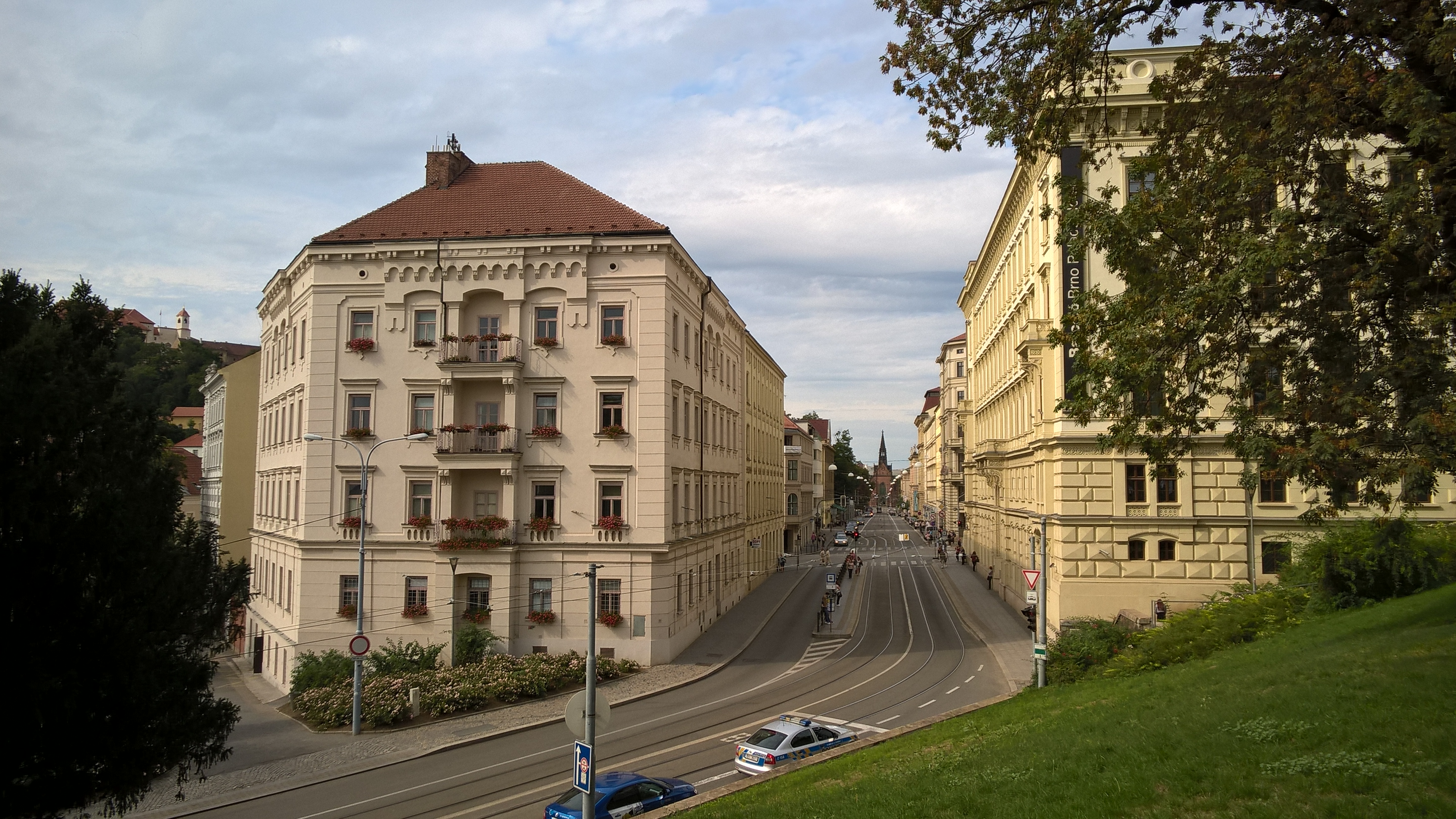
Вид на улицу Гусову и Красный костёл из Денисовых садов